# أوس بن ثابت
أوس بن ثابت (المتوفي سنة 3 هـ) صحابي من بني عدي بن عمرو بن مالك بن النجار من الخزرج، شهد بيعة العقبة الثانية. ولما هاجر النبي محمد إلى يثرب، آخى النبي محمد بينه وبين عثمان بن عفان، وشهد معه غزوة بدر، واستُشهد في غزوة أحد، بينما خالف الواقدي ذلك، وقال أنه عمّر حتى شهد مع النبي محمد المشاهد كلها، وتوفي في خلافة عثمان بن عفان. إلا أن ابن عبد البر رجح أنه قُتل يوم أحد.
وأوس بن ثابت هو أخو الصحابي حسان بن ثابت الذي نعاه يوم استشهاده فقال:

## وصلات خارجية
- أوس بن ثابت مركز بحوث ودراسات المدينة المنورة